# Grupo Capoeira Brasil
Grupo Capoeira Brasil es una organización que practica, enseña y da a conocer el arte marcial afrobrasileño de la Capoeira.  Grupo Capoeira Brasil practica un estilo de capoeira conocido como Capoeira Regional Contemporánea.  Este estilo deriva de movimientos y secuencias desarrollados y sistematizados en la Luta Regional Baiana del Mestre Bimba, adaptación de las técnicas del Grupo Senzala, así como de las influencias de los Mestres fundadores del Grupo Capoeira Brasil, cuyas contribuciones personales son específicas de su ideología, metodología, estilo y personalidad.

## Historia y Formación
Grupo Capoeira Brasil fue fundado el 14 de enero de 1989 por Luis Roberto Simas, Paulo César da Silva Sousa y Paulo Sales Neto, conocidos en la comunidad capoerista por sus apelidos (apodos) como Mestre Boneco, Mestre Paulinho Sabiá y Mestre Paulão Ceará, respectivamente. Los tres Mestres se formaron durante finales de los 60 y 70 en el Grupo Senzala, uno de los grupos capoeiristas más influentes de la Capoeira Contemporánea.
Paulão, Boneco y Paulinho entrenaron bajo la guía del Mestre Camisa.
Durante el final de la década de 1980, a consecuencia de las diferentes ideologías, muchas de los "Cordas Vermelhas" (la graduación más alta de Grupo Senzala) abandonaron el grupo. A consecuencia de ello, se inauguró el Grupo Capoeira Brasil en la ciudad de Niterói, Río de Janeiro, Brasil, en honor al centenario de la abolición de la esclavitud en Brasil (ver Ley Áurea). Bajo la supervisión y bendición de los "padrinhos", o padrinos, Mestre Gato, Mestre Peixinho y Mestre Rafael Flores (fundadores del Grupo Senzala), Mestre Suassuna, Mestre Itapoã, Mestre Peixinho y Mestre Ezekiel, surgió el Grupo Capoeira Brasil. En la actualidad, Grupo Capoeira Brasil se ha extendido internacionalmente con más de 1300 grupos y 400 instructores.

## Sistema de graduación

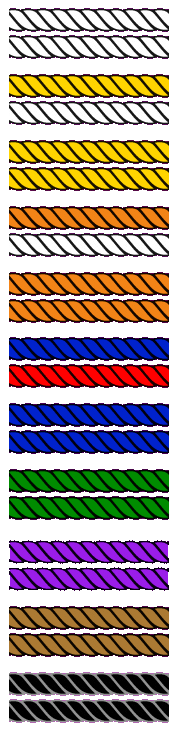
Graduación por colores de Grupo Capoeira Brasil, de Iniciante (arriba) a Formado (abajo)

Grupo Capoeira Brasil utiliza ocho colores distintos en su sistema de graduación. Estos son el amarillo, el naranja, el rojo, el azul, el verde, el morado, el marrón y el negro. Los estudiantes principiantes (antes de ser Graduados) tienen cordas (cordones) de transición entre las cordas principales; por ejemplo: amarillo y crua. El color del nivel más alto debe estar en la parte de superior, como se muestra en la imagen.
- Crua (Principiante/Iniciante):  Los estudiantes empiezan su entrenamiento en Capoeira en este nivel. La Corda Crua (blanca) significa que los estudiantes, más que carecer de experiencia, tienen pleno potencial para crecer.
- Amarillo/Crua (Aluno Batizado, lit. "Alumno Bautizado"):  Habitualmente, esta es la corda para dar la bienvenida a los estudiantes al mundo de la Capoeira. Aquí los estudiantes empiezan a aprender el nombre de las técnicas y el coro de los corridos básicos.
- Amarillo (Aluno, lit. "Alumno"):  En este nivel, los estudiantes tienen conocimiento básico de los fundamentos, tales como esquivas, patadas y movimientos de suelo. Empiezan a demostrar un entendimiento inicial del juego de la Capoeira y la práctica de movimientos. Los estudiantes conocen los coros de algunas canciones y empiezan a practicar los instrumentos.
- Naranja/Crua (Aluno):  Los estudiantes empiezan a aprender la importancia de desarrollar su juego, al igual que la importancia de la música y de la organización de la roda. Comienza a desarrollarse una comprensión de las técnicas fundamentales, su nombre y su puesta en práctica.
- Naranja (Aluno):  En este nivel, los estudiantes tienen un conocimiento más profundo del juego de la Capoeira. Utilizan una mayor variedad de patadas y movimientos. Los estudiantes también son capaces de cantar solos durante la roda y tocar diversos instrumentos. El conocimiento respecto a los orígenes del grupo y la historia de la Capoeira son importantes en el desarrollo del alumno. Asimismo, los estudiantes inician el conocimiento y desarrollo de las técnicas de la Capoeira de Angola.
- Azul/Roja (Estagiário a Graduado/Monitor):  Los estudiantes ganan el título de Estagiário a Graduado/Monitor en este nivel. Los Estagiários estudian la clase desde una perspectiva externa ya que ellos mismos empiezan a aprender cómo enseñar y pueden ser capaces de hacerlo bajo la supervisión de su instructor. También ayudan a los estudiantes de menor rango que necesitan asistencia. Poseen un largo repertorio de canciones y pueden tocar cualquiera de los instrumentos. Como capoeiristas, conocen los fundamentos y son capaces de incorporarlos totalmente en la roda. Los Estágiarios comienzan a aprender variaciones en las patadas, la cadência do jogo y el tempo de entrada. Sus juegos de Angola también empiezan a desarrollarse. En este nivel, son introducidos al Jogo de Balões - Cintura Desprezada de Mestre Bimba.
- Azul (Graduado/Instructor, lit. "Graduado/Instructor"):  En este nivel, los estudiantes alcanzan el rango de Graduado. Dominan los fundamentos del linaje de Capoeira Brasil, las ocho secuencias del Mestre Bimba, Cintura Desprezada, la historia del crupo y de la capoeira, y desarrollan un juego basado en el toque. En cierto sentido, esto es también un nuevo comienzo para los estudiantes, una nueva "Corda Crua", pues la valoración está basada en habilidades técnicas, la lealtad y la expansión del grupo. Deben aprender a compartir su propio conocimiento con otros estudiantes. Es por esta razón que, es este nivel, se anima a los estudiantes para que empiecen a dar clase por sí mismos. Los estudiantes que dan clase por sí mismos reciben el título de "Instrutor."
- Verde (Instrutor Avançado, lit. "Instructor Avanzado"):  Ene ste nivel, los capoeristas continúan perfeccionando sus habilidades para enseñar. Son muy fuertes en la roda e igualmente fuertes cuando imparten clases. Su fuerza viene por su habilidad para incorporar Malicia en su juego. Es la malicia lo que da a los capoeristas sus capacidad de sorprender y confundir a sus adversarios.
- Morado (Professor, lit. "Profesor"):  Para alcanzar este nivel, los capoeristas deben haber demostrado su dominio de las técnicas tanto dentro de la roda como fuera de su grupo. Son profesores aptos que tienen la confianza del Grupo para representarlo. Los Profesores tienen una alta consideración, pues han dedicado sus vidas a formar parte de la capoeira. Su malicia continúa aumentando, pues ahora pueden aplicar el conocimiento que han ganado dentro de la roda en sus relaciones con otros grupos y viceversa.
- Marrón (Formando): En Grupo Capoeira Brasil, no se refieren a las cordas marrones como Contra-Mestre, como en otros grupos, sino que se dirigen a ellos como "Formando". Formando quiere decir "graduando" en portugués, pues el alumno está alcanzando la culminación en el rango de cordas de Grupo Capoeira Brasil. No son únicamente unas de las figuras más importantes de su grupo sino de la Capoeira. Son la mano derecha de los Mestres de su linaje y se les tiene tan alta estima que, aún a este nivel, son respetados como Mestres. Jugadores formidables en la roda, los Formandos puedes combinar sin interrupción todas las técnicas en un juego feroz e incansable.
- Negro: (Formado):  La corda negra fue creada en homenaje a Zumbi dos Palmares, una legendaria figura en la historia de la abolición de la esclavitud. Esta es la cima para los estudiantes del Grupo Capoeira Brasil, el más alto y difícil de conseguir. Una vez graduados con la corda negra, el capoerista recibe el título de "Formado", o Graduado. la cuerda negra es conocida como "Formado" o "Corda Preta" dentro del Grupo Capoeira Brasil. La corda negra no indica que se sea "Mestre". Un Mestre no se forma ni se gradúa. Es algo que viene dado por el reconocimiento dentro de la comunidad capoerista con el tiempo, tras demostrar dedicación, lealtad, humildad, conocimiento de los fundamentos y adquisición de conciencia política y social. Esta es la ideología del Grupo Capoeira Brasil. Un "Formado" o corda negra sólo se convierte en Mestre tras ser oficialmente recompensado con el título.

Los Mestres son legendarios por sus habilidades, sabiduría y discreción dentro y fuera de la roda. Ellos han fortalecido sus juegos consolidando todas las habilidades físicas que han aprendido a lo largo de sus años de entrenamiento junto con la astucia y los engaños que han adquirido a lo largo de experiencia vital. Los Mestres trabajan para preservar la memoria de los fundadores, el legado de los antepasados y la "Velha Guarda" del pasado de la Capoeira y la herencia de sus raíces afrobrasileñas. Imparten sabiduría y experiencia para formar estudiantes y profesores con calidad y carácter. Los Mestres conforman el último escalafón de todos los grupos de Capoeira y es, por tanto, su deber vigilar y supervisar la evolución del grupo que dirigen